# Горње језеро
Горње језеро (енгл. Lake Superior) је језеро у САД и Канади. Површина језера износи 82.103 km² и оно је највеће међу Великим језерима у Северној Америци на граници САД и Канаде. Налази се на територији америчких савезних држава Мичиген, Висконсин и Минесота и канадске покрајине Онтарио. Највеће острво у језеру је острво Ајл Ројал. Уз обалу језера постоје 2 национална парка и више заштићених резервата природе. Горње језеро је познато по ниској температури воде која је у просеку 2-5 степени. Запремина језера је 12.100 km³, и по томе оно садржи више воде него сва остала Велика језера заједно. Једина слатководна језера која садрже више воде су Бајкал и Тангањика. Горње језеро има најбољи квалитет вода од свих Великих језера, јер уз његову обалу не постоји значајна индустрија. У језеро се улива више од 200 притока. Највеће међу њима су реке Сент Луис, Вајт и Каминистикија. Језеро истиче у језеро Хјурон кроз реку Сент Мериз. Разлика у нивоима ова два језера је 8 m. Каскадни водопади реке Сент Мериз данас су регулисани бранама, каналима и преводницама. У језику локалних Индијанаца, племена Чипива, језеро се назива Гичигами („велика вода“). Француски истраживачи из 17. века, који су открили ово језеро, дали су му данашње име (le lac supérieur). 

## Хидрографија
Горње језеро се улива у језеро Хјурон преко реке Ст. Марис и преводнице Су (преводница Су Ст. Мари). Оно је највеће слатководно језеро на свету по површини и треће по запремини, иза језера Бајкал у Сибиру и језера Тангањика у источној Африци. Каспијско море, иако веће од Горњег језера по површини и по запремини, је бочато. Иако је тренутно изоловано, праисторијски Каспијско море је више пута било повезано а затим изоловано од Медитерана преко Црног мора.
Горње језеро има површину од 31.700 sq mi (82.103 km2), што је отприлике величина Јужне Каролине или Аустрије. Оно има максималну дужину од 350 mi (560 km; 300 nmi) и максималну ширину од 160 mi (257 km; 139 nmi). Његова просечна дубина је 80,5 fathoms (483 ft; 147 m) са максималном дубином од 222,17 fathoms (1.333 ft; 406 m). Горње језеро садржи 2.900 кубних миља (12.100 км³) воде. У Горњем језеру има довољно воде да покрије целу копнену масу Северне и Јужне Америке до дубине од 30 cm (12 in). Обала језера се протеже на 2.726 mi (4.387 km) (укључујући острва). Језеро има веома мали однос развођа и површине од 1,55, што указује на минималан утицај копна.
Док температура површине Горњег језера сезонски варира, температура испод 110 fathoms (660 ft; 200 m) је скоро константна 4 °C (39 °F). Ова варијација у температури чини језеро сезонски стратификованим. Међутим, два пута годишње, водени стуб достиже уједначену температуру од 4 °C (39 °F) од врха до дна, и воде у језеру се темељно мешају. Ова карактеристика чини језеро димиктичним. Због своје запремине, Горње језеро има време задржавања од 191 годину.
Годишње олује на Горњем језеру редовно имају висину таласа преко 20 ft (6 m). Забележени су таласи од преко 30 ft (9 m).